# Фёдор Мелик-Тагирович
Фёдор Мелик-Тагирович (иногда отчество пишется как Меликдаирович, Мелехдеярович или Магдарович) — татарский царевич на службе у московского князя Василия III, младший сын Мелик-Тагира и племянник казанского хана Ильхама. Прославляется Русской православной церковью как святой Феодор Долголядский.
Отец Фёдора был взят в плен в 1487 году русскими войсками при совершении в Казани государственного переворота, поставившего у власти русского ставленника Мухаммед-Эмина. Мелик-Тагир находился в ссылке в Карголоме около Белоозера. Он не был в заточении, имел свой двор и находился на службе русскому царю. Однако около 1490 года Мелик-Тагир и его брат Ильхам умерли при невыясненных обстоятельствах.
Два сына Мелик-Тагира не были обойдены вниманием, воспитывались при царской опеке и были крещены под именами Василия и Фёдора. Оба проявили себя как значительные воеводы.
Впервые упоминается в 1513 году когда состоял под началом соего дяди Петра Ибрагимовича и был оставлен для защиты Москвы во время похода Василия III на Смоленск. В 1516 году командовал Большим полком в Великих Луках, вероятно формально. В 1531 году наместник в Новгороде. В 1534 году — второй воевода в Боровске. В 1535 году ходил с Большим полком к Брянску против литовцев. В 1537 году командовал Большим полком в Коломне для защиты от набегов татар.